# Koalitionsregierung des Demokratischen Kampuchea
Die Koalitionsregierung des Demokratischen Kampuchea (Khmer រដ្ឋាភិបាលចំរុះកម្ពុជាប្រជាធិបតេយ្ Odthaphbeal Chamrouh Kâmpŭchéa Brachathibey, englisch Coalition Government of Democratic Kampuchea, CGDK, französisch Gouvernement de coalition du Kampuchéa démocratique, GCKD), 1990 in Nationale Regierung Kambodschas umbenannt (Khmer រដ្ឋាភិបាលជាតិនៃកម្ពុជា Rodthaphibeal Cheate nei Kâmpŭchéa, englisch National Government of Cambodia, NGC, französisch Gouvernement national du Cambodge, GNC), war eine Koalitions-Exilregierung während des Bestehens der Volksrepublik Kampuchea und setzte sich aus den drei kambodschanischen politischen Faktionen FUNCINPEC von Prinz Norodom Sihanouk, Partei des Demokratischen Kampuchea (PDK) der Roten Khmer und Nationale Befreiungsfront der Khmer (KPNLF) zusammen. Sie wurde 1982 gegründet und war die meiste Zeit ihres Bestehens die international anerkannte Regierung Kambodschas.

## Internationale Anerkennung
Die Unterzeichnungszeremonie der Koalition fand am 22. Juni 1982 in Kuala Lumpur statt.
Präsident der Koalition war Prinz Norodom Sihanouk, Premierminister der Führer der KPNLF Son Sann und Außenminister der Führer der PDK Khieu Samphan.

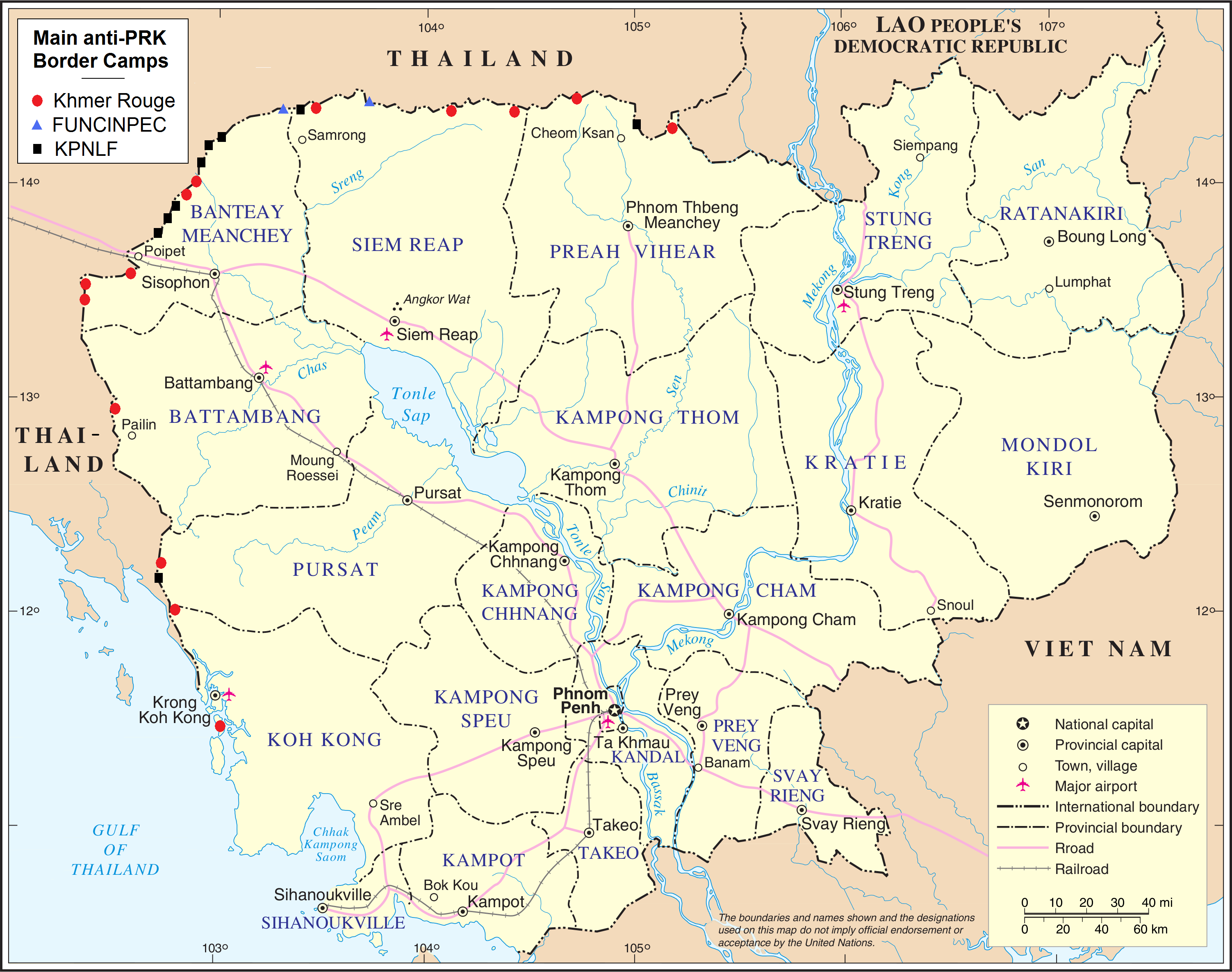
Die gegen das Demokratische Kampuchea gerichteten Lager an der thailändisch-kambodschanischen Grenze; 1979–1984

Der von den Roten Khmer gehaltene kambodschanische Sitz in den Vereinten Nationen wurde der CGDK zugesprochen, nachdem sie als legitime kambodschanische Regierung anerkannt worden war. Die westlichen Staaten hatten den Vorschlag der Ostblock-Staaten abgelehnt, den kambodschanischen Sitz dem von Vietnam installierten Regime der Volksrepublik Kambodscha zu übertragen: in der UNO-Generalversammlung lehnten 91 Staaten den Vorschlag ab, 29 stimmten zu, 26 enthielten sich der Stimme. 1981 war der Sitz den Roten Khmer mit 77 zu 37 Stimmen bei 31 Enthaltungen zugesprochen worden. Die CGDK wurde auch von Nordkorea anerkannt, dessen Führer Kim Il-sung Sihanouk 1970 Exil angeboten hatte, nachdem dieser von Lon Nol weggeputscht worden war. Während eines Treffens mit Sihanouk am 10. April 1986 in Pjöngjang versicherte Kim Il-sung Sihanouk, dass Nordkorea ihn weiterhin als das legitime Staatsoberhaupt Kambodschas betrachte.

## Geschichte
Ende der 1980er und Anfang der 1990er Jahre, schon vor der Gründung der CGDK, erhielten die Widerstandsgruppen von Son Sann und Norodom Sihanouk, KPNLF bzw. FUNCINPEC, militärische und finanzielle Unterstützung von den Vereinigten Staaten im Rahmen ihrer Reagan-Doktrin, im Bestreben, das vietnamesische Engagement in Kambodscha zu bekämpfen. In den Jahren 1984 und 1985 schwächten die Offensiven der vietnamesischen Armee die CGDK-Truppen jedoch dermaßen, dass die beiden nichtkommunistischen Parteien als militärische Akteure praktisch eliminiert wurden und die Roten Khmer noch die einzige ernsthafte militärische Kraft der CGDK waren. Einer der Hauptarchitekten der Reagan-Doktrin, Michael Johns von der Heritage Foundation, besuchte 1987 in Kambodscha die Truppen von Sonn Sann und Sihanouk und drängte nach seiner Rückkehr nach Washington auf eine erweiterte Unterstützung der Widerstandsgruppen KPNLF und FUNCINPEC als dritter Alternative zu den Roten Khmer gegen die von Vietnam installierte Regierung.
Obwohl die PDK, seit 1982 die Nachfolgerin der 1981 aufgelösten Kommunistischen Partei von Kampuchea, diplomatisch größtenteils isoliert war, war ihre Nationalarmee des Demokratischen Kampuchea (engl. National Army of Democratic Kampuchea, NADK) die größte und effektivste Streitmacht der CGDK. 1987 sistierte Prinz Sihanouk, frustriert über die andauernde Anerkennung des Demokratischen Kampuchea durch die ASEAN und seine militärische Unterstützung durch China, seine Position als Präsident der CGDK, was in Hanoi und Moskau Hoffnungen hervorrief, dass er die Koalition verlassen würde.
Im Vorfeld des von der UNO unterstützten Pariser Friedensabkommens von 1991 benannte sich die CGDK 1990 in Nationale Regierung Kambodschas (engl. National Government of Cambodia, NGC) um. Danach wurde die in Staat Kambodscha umbenannte Volksrepublik Kampuchea unter die Verwaltung der UNO (UNTAC) gestellt, um 1993 freie Wahlen durchführen zu lassen. Nach diesen wurde die NGC aufgelöst, und in Kambodscha wurde die Monarchie wiederhergestellt. Im Juni 1994 bildeten die Roten Khmer eine international nicht anerkannte Gegenregierung unter dem Namen Provisional Government of National Union and National Salvation of Cambodia.